# 1835 na música

## Nascimentos
| Data          | Nome                | Profissão                             | Nacionalidade | Observações | Ref |
| ------------- | ------------------- | ------------------------------------- | ------------- | ----------- | --- |
| 18 de janeiro | César Cui           | compositor, crítico musical e militar | Rússia        | m. 1918     |     |
| 9 de outubro  | Camille Saint-Saëns | compositor, pianista e organista      | França        | m. 1921     |     |

## Mortes
| Data           | Nome             | Profissão  | Nacionalidade | Observações | Ref |
| -------------- | ---------------- | ---------- | ------------- | ----------- | --- |
| 23 de Setembro | Vincenzo Bellini | compositor | Itália        | n. 1801     |     |